# Eros i Psique
|  | Per a altres significats, vegeu «Eros i Psique (Canova)». |

Eros i Psique és una pintura a l'oli exposada al Museu del Louvre de París realitzada per François Gérard el 1798.
La jove princesa Psique és sorpresa pel primer petó de Cupido, o l'Amor, que és invisible per a ella. El mite antic que aquí s'explica és una història d'amor però també una al·legoria metafísica: Psique és la personificació de l'ànima humana. L'obra pintada el 1798 per Gérard, un antic alumne de David, testimonia l'evolució del neoclassicisme cap a l'expressió de la sensualitat i una certa abstracció formal.
La relació d'Amor i Psique s'inspira en L'ase d'or de Luci Apuleu, i va ser un tema que van apreciar els artistes neoclàssics, pintors, escultors i literats. Els gests d'Eros, déu de l'Amor, són mesurats, mancats de passió i lliurament. Les línies del cos reflecteixen l'atenció que es concedeix a l'anatomia. L'expressió de Psique denota una relaxació serena però distant, com esforçant-se a amagar els seus sentiments. La capacitat de l'artista s'aprecia en la transparència del vestit que cobreix les cames de la noia.